# Marta Madrenas i Mir
Marta Madrenas i Mir (Girona, 1 de novembre de 1967) és una advocada i política catalana, antiga batllessa de la ciutat de Girona, i des del 17 de gener de 2018 és diputada al Parlament de Catalunya de la XII legislatura per la coalició electoral Junts per Catalunya. Llicenciada en Dret per la Universitat Autònoma de Barcelona, va ser presidenta del Col·legi Oficial d'Agents de la Propietat Immobiliaria de Girona del 2003 al 2010 i vicepresidenta del Consell Català del Col·legi Oficial d'Agents de la Propietat Immobiliaria entre el 2003 i el 2010.
Ha estat regidora de l'Ajuntament de Girona des de 2011 i tinent d'alcalde d'Urbanisme i Activitats amb l'alcalde Albert Ballesta i Tura. Durant l'alcaldia de Carles Puigdemont es va convertir en la seva persona de confiança.
L'any 2011, Puigdemont la va fitxar, com a independent, per anar de número tres a la llista de CiU a les eleccions municipals. En guanyar CiU per primer cop els comicis, es va convertir en segona tinent d'alcalde de Promoció Econòmica i Ocupació.
L'any 2016, amb la investidura de Carles Puigdemont com a President de la Generalitat, Albert Ballesta va passar a ser l'alcalde de Girona. A quasi tres mesos, aquest dimití deixant pas a Marta Madrenas que va assumir l'alcaldia. Arran de les càrregues policials contra el referèndum de l'1 d'octubre de 2017, va trencar relacions amb els representants estatals a la ciutat. A les eleccions al Parlament de Catalunya de 2017 fou escollida diputada amb la llista de Junts per Catalunya.
A les eleccions municipals de 2019, com a cap de llista de Junts per Catalunya - Girona, va aconseguir nou regidors i va revalidar el càrrec d'alcaldessa. Durant els primers mesos va governar en minoria, tot arribant a acords amb diferents grups municipals. L'1 de setembre de 2020 ERC va entrar al seu govern, que aconseguir la suma de 13 dels 27 regidors al ple de l'ajuntament.